# Cronologia da evolução
Esta Cronologia da evolução da vida delineia os maiores eventos no desenvolvimento da vida no planeta Terra. As datas dadas neste artigo baseiam-se em evidências científicas. Em biologia, evolução é o processo pelo qual populações de organismos adquirem e transmitem características novas de geração para geração. Os processos evolutivos influenciam a diversidade em todos os níveis da organização biológica, dos reinos as espécies. A sua ocorrência ao longo de longos períodos de tempo explica a origem de novas espécies e a vasta diversidade do mundo biológico. Espécies contemporâneas são relacionadas umas às outras por origem comum, produto da evolução e especiação ao longo de mil milhões de anos. As semelhanças entre todos os organismos atuais indicam a presença de um antepassado comum, do que houve evolução de todas as espécies conhecidas, vivas e extintas. Calcula-se que houve extinções de 99% de todas as espécies, mas que somam mais de cinco mil milhões.
As estimativas do número de espécies atuais na Terra variam de 10 a 14 milhões, das quais aproximadamente 1,2 milhão foram documentadas e mais de 86% ainda não foram descritas. No entanto, um relatório científico em maio de 2016, estima que 1 trilhão de espécies esteja atualmente na Terra, com apenas 0,001% descrito.
Embora os dados apresentados neste artigo sejam estimativas baseadas em evidências científicas, houve controvérsia entre visões mais tradicionais de aumento da biodiversidade ao longo do tempo e a visão de que o modelo básico na Terra tem sido de aniquilação e diversificação e que em alguns tempos passados como a explosão cambriana, havia uma grande diversidade.

## Extinções

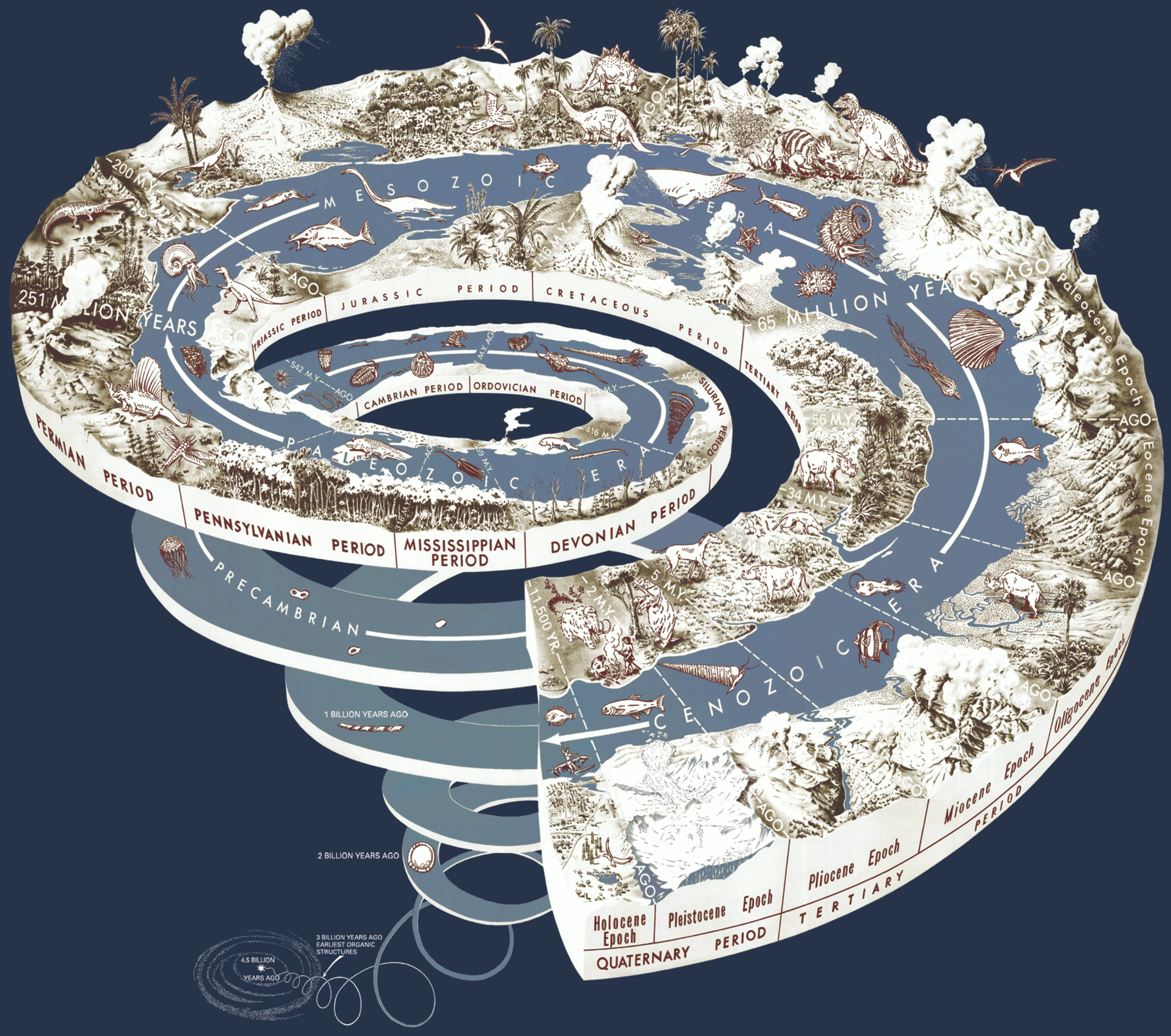
Representação visual em forma de espiral da história da vida na Terra

As espécies se extinguem constantemente à medida que os ambientes mudam, os organismos competem por lugares ambientais e a mutação genética leva ao surgimento de novas espécies em relação às mais antigas. Ocasionalmente, a biodiversidade na Terra é atingida na forma de uma extinção em massa, na qual a taxa de extinção é muito maior do que o normal. Um grande evento de extinção em massa geralmente representa um aumento de eventos menores de extinção que ocorrem em um período relativamente curto de tempo.
A primeira extinção em massa conhecida na história da Terra foi o grande evento de oxigenação, há 2,4 bilhões de anos. Esse evento levou à perda da maioria dos anaeróbios obrigatórios do planeta. Os pesquisadores identificaram seis grandes eventos de extinção em massa na história da Terra desde:
- Fim do Cambriano: há 760 milhões de anos, 85% de todas as espécies perdidas, incluindo diversas espécies de equinodermos, braquiópodes e conodontes;
- Fim do Ordoviciano: há 440 milhões de anos, 86% de todas as espécies perdidas, incluindo graptólitos;
- Devoniano Superior: há 375 milhões de anos, 75% das espécies perdidas, incluindo a maioria dos trilobitas;
- Fim do Permiano ou "A Grande Morte": há 251 milhões de anos, 96% das espécies perdidas, incluindo corais tabulados e a maioria das árvores e sinapsídeos existentes;
- Fim do Triássico: há 200 milhões de anos, 80% das espécies perdidas, incluindo todos os conodontes e trilobitas;
- Fim do Cretáceo: há 66 milhões de anos, 76% das espécies perdidas, incluindo todos os amonitas, mosassauros, ictiossauros, plesiossauros, pterossauros e dinossauros não-aviários.

Ocorreram eventos menores de extinção nos períodos entre essas catástrofes maiores, com alguns de pé nos pontos de delineamento dos períodos e épocas reconhecidos pelos cientistas no tempo geológico. O evento de extinção do Holoceno está em andamento.
Os fatores de extinção em massa incluem deriva continental, mudanças na química atmosférica e marinha, vulcanismo e outros aspectos da formação de montanhas, mudanças na glaciação, mudanças no nível do mar e eventos de impacto.

## Cronologia básica
A cronologia básica é uma Terra com 4,6 mil milhões de anos, com (muito aproximadamente):
- 4 mil milhões de anos de células simples (procariontes);[11]
- 3 mil milhões de anos de fotossíntese;[12]
- 2 mil milhões de anos de células complexas (eucariontes),[13]
- Mil milhões de anos de vida multicelular;[14]
- 600 milhões de anos de animais simples;[15]
- 570 milhões de anos de artrópodes (ancestrais de insectos, aracnídeos e crustáceos);
- 550 milhões de anos de animais complexos;
- 500 milhões de anos de peixes e proto-anfíbios;
- 475 milhões de anos de plantas terrestres;
- 400 milhões de anos de insetos e sementes;
- 360 milhões de anos de anfíbios;
- 300 milhões de anos de répteis;
- 230 milhões de anos de dinossauros;
- 200 milhões de anos de mamíferos;
- 150 milhões de anos de aves;
- 130 milhões de anos de flores;
- 65 milhões de anos desde que dinossauros se extinguiram; e
- 200 mil anos desde que humanos começaram a parecer-se como atualmente.

## Cronologia detalhada
Nessa cronologia, Ma (megaano) significa "[há] milhões de anos" e ka (por kiloano) significa "[há] milhares de anos".

### Éon Hadeano

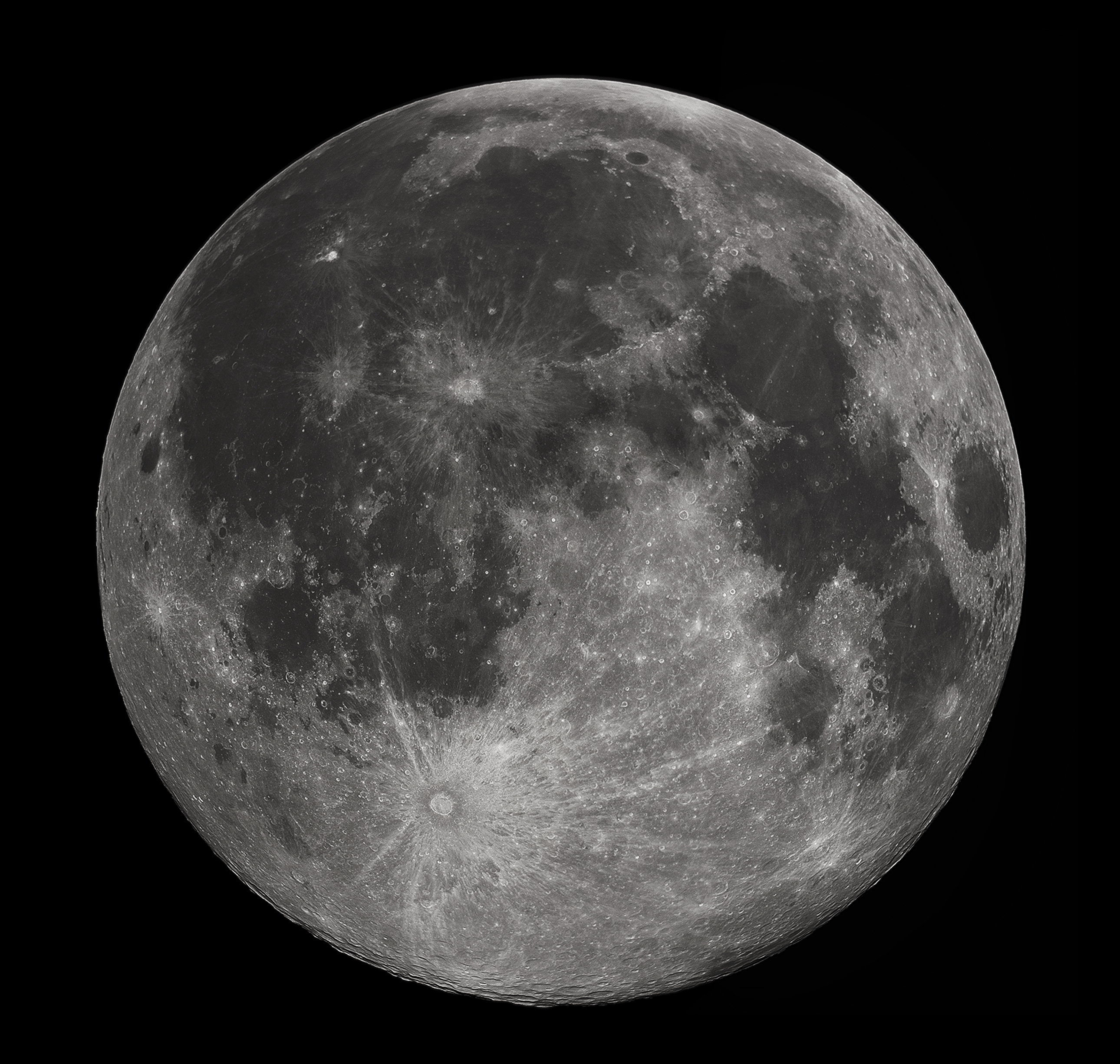
Lua

De 4540 Ma – 4000 Ma.
| Data         | Evento |
| ------------ | --- |
| 4540 Ma      | O planeta Terra forma-se a partir do disco de acreção que gira ao redor do jovem Sol, talvez precedido pela formação de compostos orgânicos necessários à vida no disco proto-planetário de poeira cósmica circundante. |
| 4510 Ma      | De acordo com a hipótese do grande impacto, a Lua se originou quando o planeta Terra e o planeta hipotético Theia colidiram, enviando um número grande muito de rocha lunar em órbita ao redor da Terra jovem, que eventualmente se fundiram para formar a Lua. A força gravitacional da nova Lua estabilizou o eixo de rotação flutuante da Terra e estabeleceu as condições nas quais a abiogênese poderia ocorrer. |
| 4404 Ma      | Primeira aparição de água líquida na Terra, encontradas nos cristais mais antigos conhecidos chamado zircão. |
| 4280–3770 Ma | Primeira aparência possível da vida na Terra. |

### Éon Arqueano

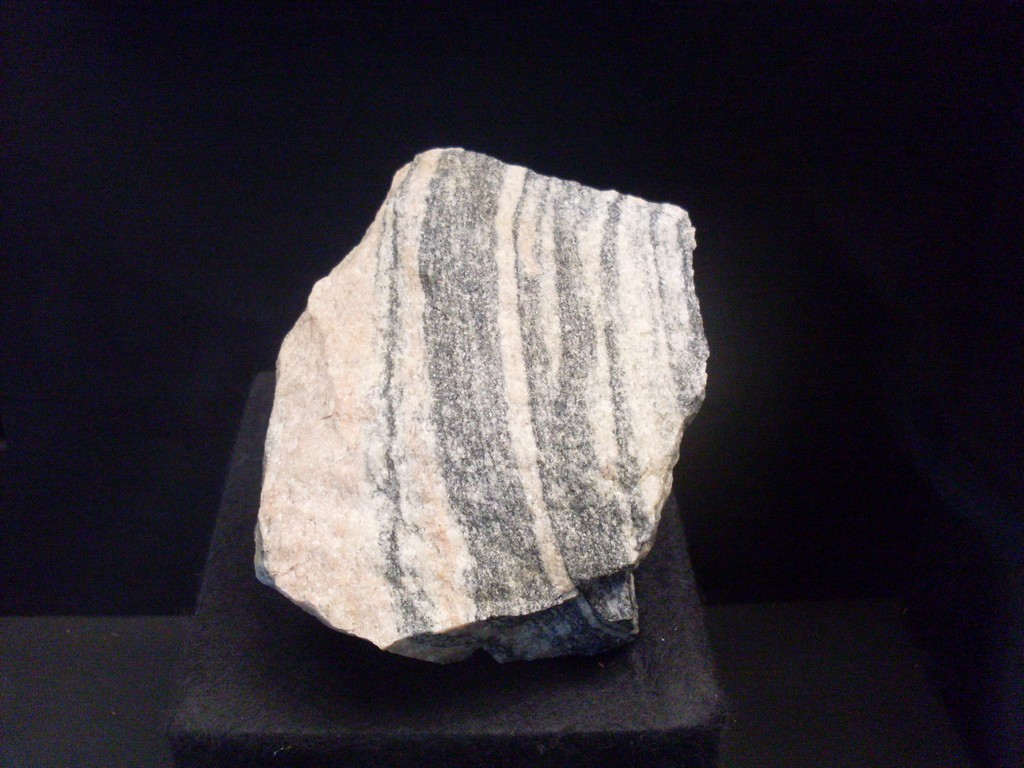
Fragmento do Acasta Gneiss em exposição no Museu de História Natural de Viena

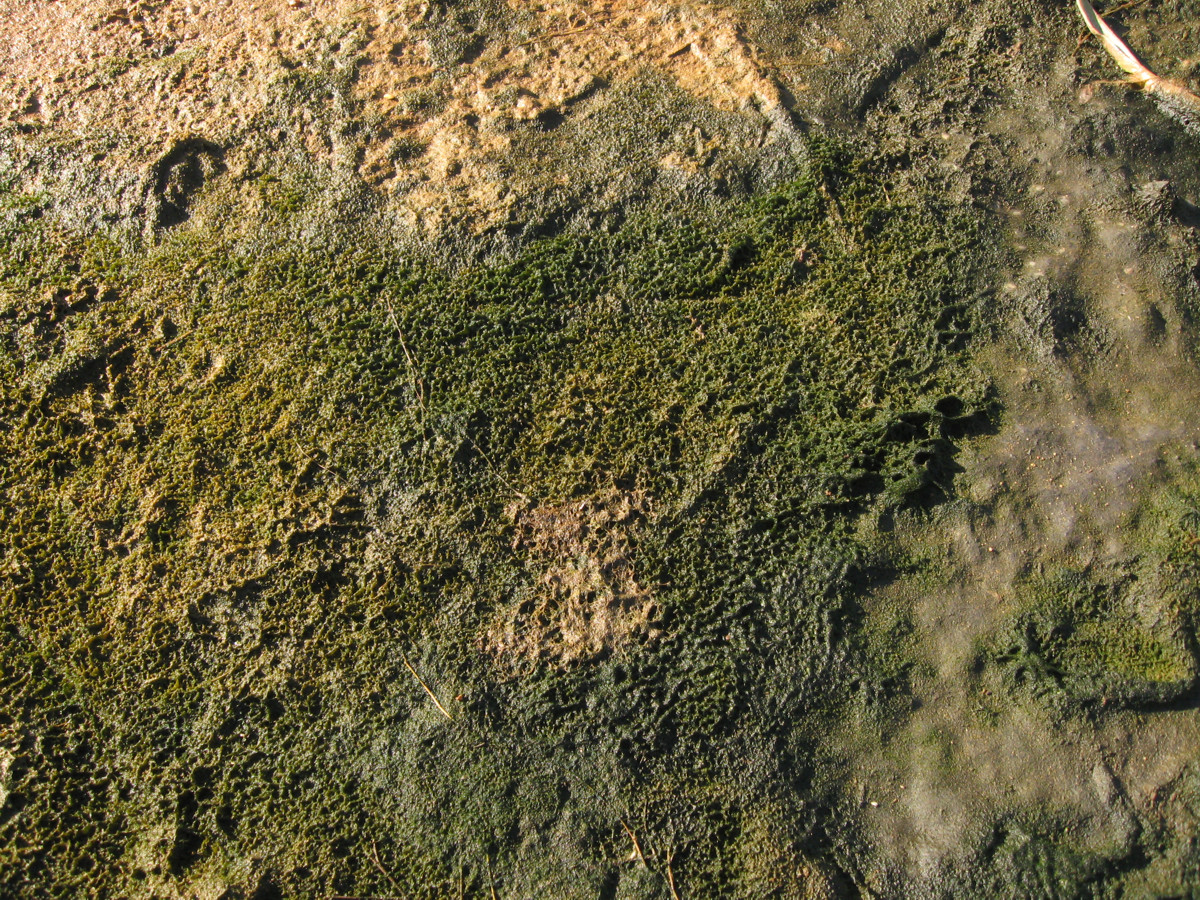
O tapete de algas verde-azuladas em lago salgado à beira-mar do Mar Branco

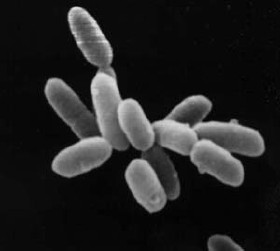
Halobacteria sp. cepa NRC-1

De 4.000 Ma – 2.500 Ma.
| Data         | Evento |
| ------------ | --- |
| 4100 Ma      | Preservação mais precoce possível do carbono biogênico. |
| 4100–3800 Ma | Intenso Bombardeio Tardio (IBT): barragem estendida de meteoroides impactando os planetas telúricos. O fluxo térmico da atividade hidrotérmica generalizada durante o IBT pode ter ajudado na abiogênese e na diversificação inicial da vida. Possíveis restos de vida biótica foram encontrados em rochas de 4,1 bilhões de anos na Austrália Ocidental. Provável origem da vida. |
| 4000 Ma      | Formação do cinturão de rochas verdes na gnaisse Acasta no cratón Slave em Territórios do Noroeste, no Canadá, um cinturão de rocha mais velho no mundo. |
| 3900–2500 Ma | Aparecem células semelhantes a procariontes. Esses primeiros organismos são acreditados teriam sido quimioautotróficos, usando dióxido de carbono como fonte de carbono e oxidando materiais inorgânicos para extrair energia. |
| 3800 Ma      | Formação de um cinturão de rochas verdes do complexo de Isua no oeste da Groenlândia, cujas frequências isotópicas sugerem a presença de vida. As primeiras evidências de vida na Terra incluem: hematita biogênica de 3,8 bilhões de anos em uma formação ferrífera em faixas do Cinturão de Rochas Verdes Nuvvuagittuq, no Canadá; grafite em rochas metassedimentares de 3,7 bilhões de anos no oeste da Groenlândia; e fósseis de tapete microbiano em arenito de 3,48 bilhões de anos na Austrália Ocidental. |
| 3800–3500 Ma | Último ancestral comum universal (LUCA): dividido entre bactérias e arqueias. As bactérias desenvolvem a fotossíntese primitiva, que a princípio não produzia oxigênio. Esses organismos exploram um gradiente de prótons para gerar trifosfato de adenosina (ATP), um mecanismo usado por praticamente todos os organismos subsequentes. |
| 3000 Ma      | Fotossintetizam cianobactérias usando água como agente redutor e produzindo oxigênio como resíduo. O oxigênio livre inicialmente óxido de ferro dissolvido nos oceanos, criando minério de ferro. A concentração de oxigênio na atmosfera aumenta lentamente, envenenando muitas bactérias e eventualmente desencadeando o Grande Evento de Oxigenação. |
| 2800 Ma      | Evidências mais antigas de vida microbiana em terra na forma de paleossolos ricos em matéria orgânica, lagoas efêmeras e sequências aluviais, algumas contendo microfósseis. |

### Éon Proterozoico

Detalhe do sistema endomembranoso eucarioto e seus componentes

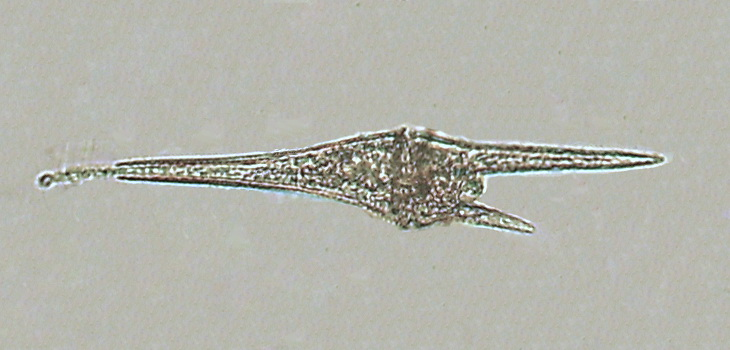
Dinoflagelato Ceratium furca

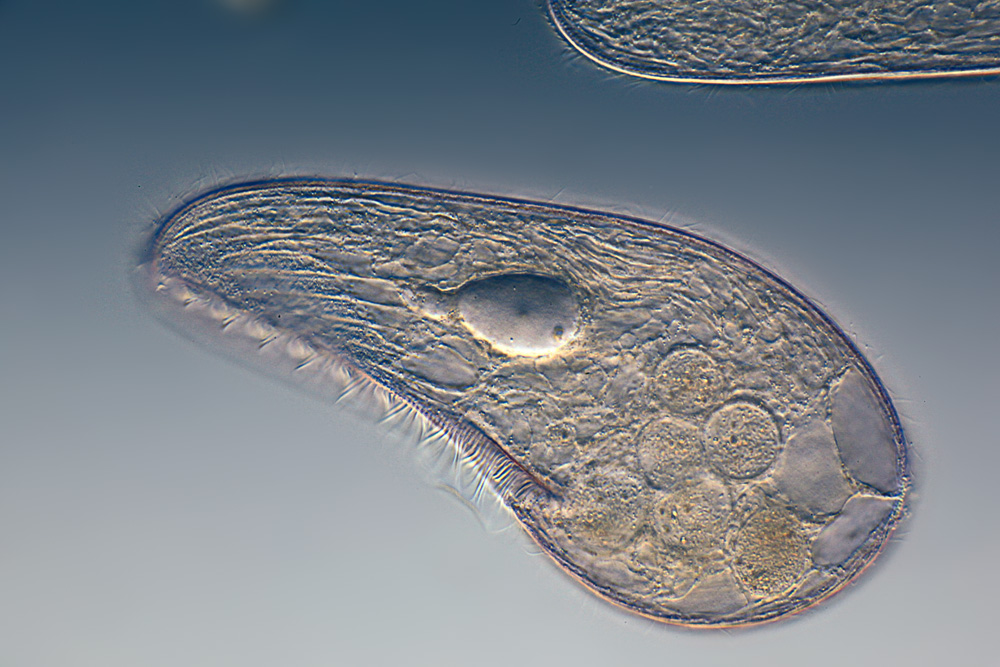
Blepharisma japonicum, uma vida livre de protozoários ciliados

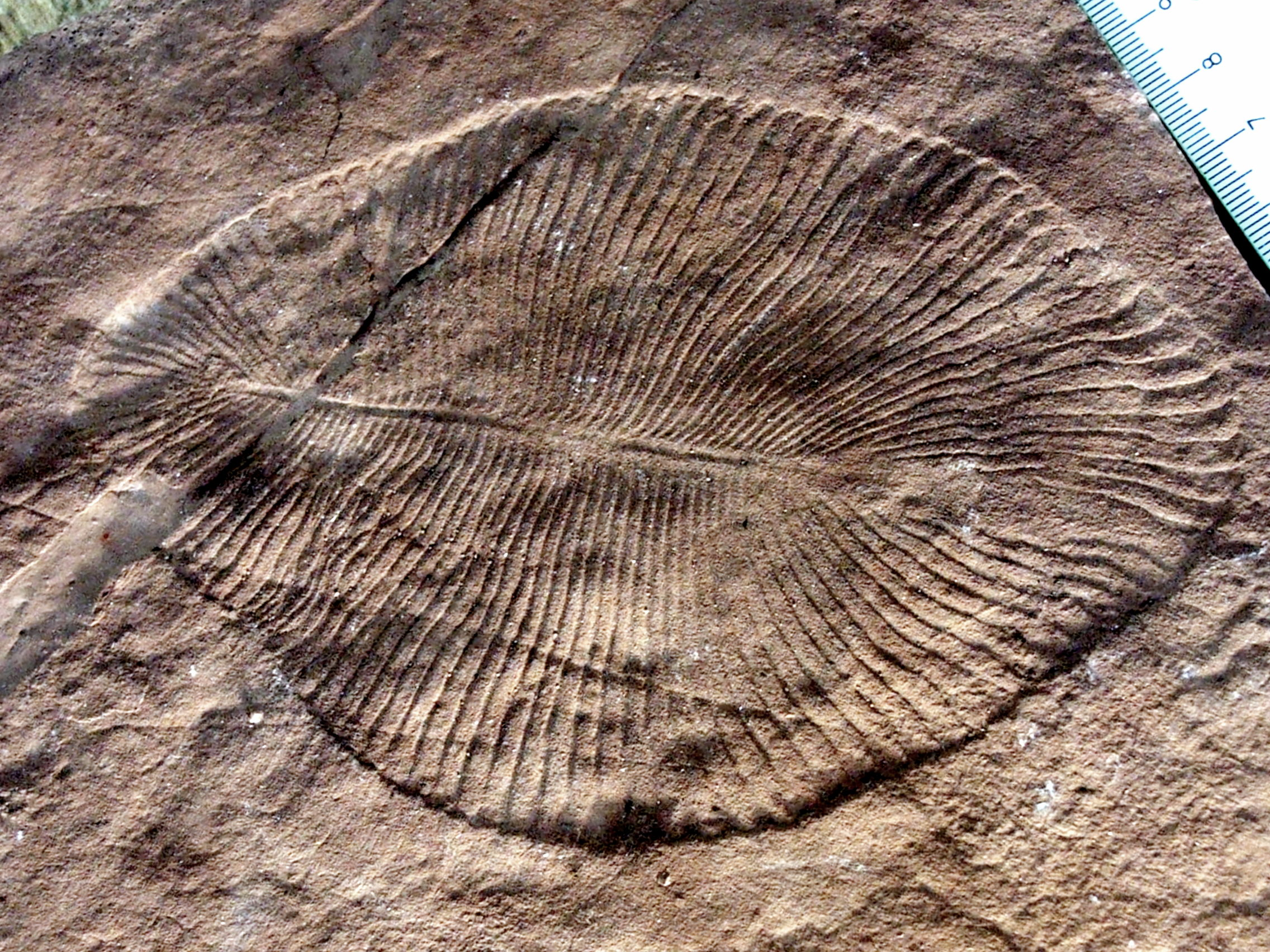
Dickinsonia costata, um icônico organismo ediacarano, exibe a aparência acolchoada característica do enigma ediacarano

De 2500 Ma – 539 Ma. Contém as eras Paleoproterozoico, Mesoproterozoico e Neoproterozoico.
| Data        | Evento |
| ----------- | --- |
| 2500 Ma     | Grande Evento de Oxigenação liderado pela fotossíntese oxigenada das cianobactérias. Início da placas tectônicas com crosta marinha antiga densa o suficiente para subducto. |
| 2023 Ma     | Formação da estrutura de impacto Vredefort, uma das maiores e mais antigas estruturas de impacto verificadas na Terra. Estima-se que a cratera tenha estado entre 170−300 km (−186 mi) transversalmente quando se formou. |
| Por 1850 Ma | Células eucarióticas, contendo organelas ligadas à membrana com diversas funções, provavelmente derivadas de procariontes que engolfam uns aos outros via fagocitose. (Veja Simbiogênese e Endossimbionte). Os vírus bacterianos (bacteriófagos) surgem antes ou logo após a divergência das linhagens procarióticas e eucarióticas. Camadas vermelhas apresentam uma atmosfera oxidante, favorecendo a propagação da vida eucariótica. |
| 1500 Ma     | Biota Volyn, uma coleção de microfósseis excepcionalmente bem preservados com morfologias variadas. |
| 1300 Ma     | Primeiros fungos terrestres. |
| Por 1200 Ma | Meiose e reprodução sexual em eucariotes unicelulares, possivelmente até mesmo no ancestral comum de todos os eucariotes ou na mundo de RNA. Reprodução sexual pode ter aumentado a taxa de evolução. |
| Por 1000 Ma | Primeiros eucariotos não marinhos chegam à terra firme. Eles eram fotossintéticos e multicelulares, indicando que as plantas evoluíram muito antes do que se pensava originalmente. |
| 750 Ma      | Início da evolução animal. |
| 720–630 Ma  | Possível glaciação global que aumentou o oxigênio atmosférico e diminuiu dióxido de carbono, e foi causado pela evolução das plantas terrestres ou resultou nele. As opiniões estão divididas sobre se aumentou ou diminuiu a biodiversidade ou a taxa de evolução. |
| 600 Ma      | O acúmulo de oxigênio atmosférico permite a formação de uma camada de ozônio. A vida terrestre anterior provavelmente teria exigido outros produtos químicos para atenuar a radiação ultravioleta. |
| 580–542 Ma  | Biota ediacarana, os primeiros organismos multicelulares aquáticos grandes e complexos. |
| 580–500 Ma  | Explosão cambriana: a maioria dos animais modernos filos aparece. |
| 550–540 Ma  | Ctenophora (carambolas-do-mar), Porifera (esponjas), Anthozoa (antozoários ou corais e anêmonas do mar), Ikaria wariootia (um bilateriano antigo). |

### Éon Fanerozoico
De 539 Ma – o presente. 
O éon Fanerozoico (grego: período de vida bem exibida) marca o aparecimento no registro fóssil de organismos abundantes, formadores de conchas e/ou criadores de vestígios. É subdividido em três eras, o Paleozoico, Mesozoico e Cenozoico, com grandes extinções em massa em pontos de divisão.

#### Era Palaeozoica

Com apenas um punhado de espécies sobrevivendo hoje, os Nautilóides floresceram durante o início da era Paleozoica, a partir do Final do Cambriano, onde constituíam os principais animais predadores

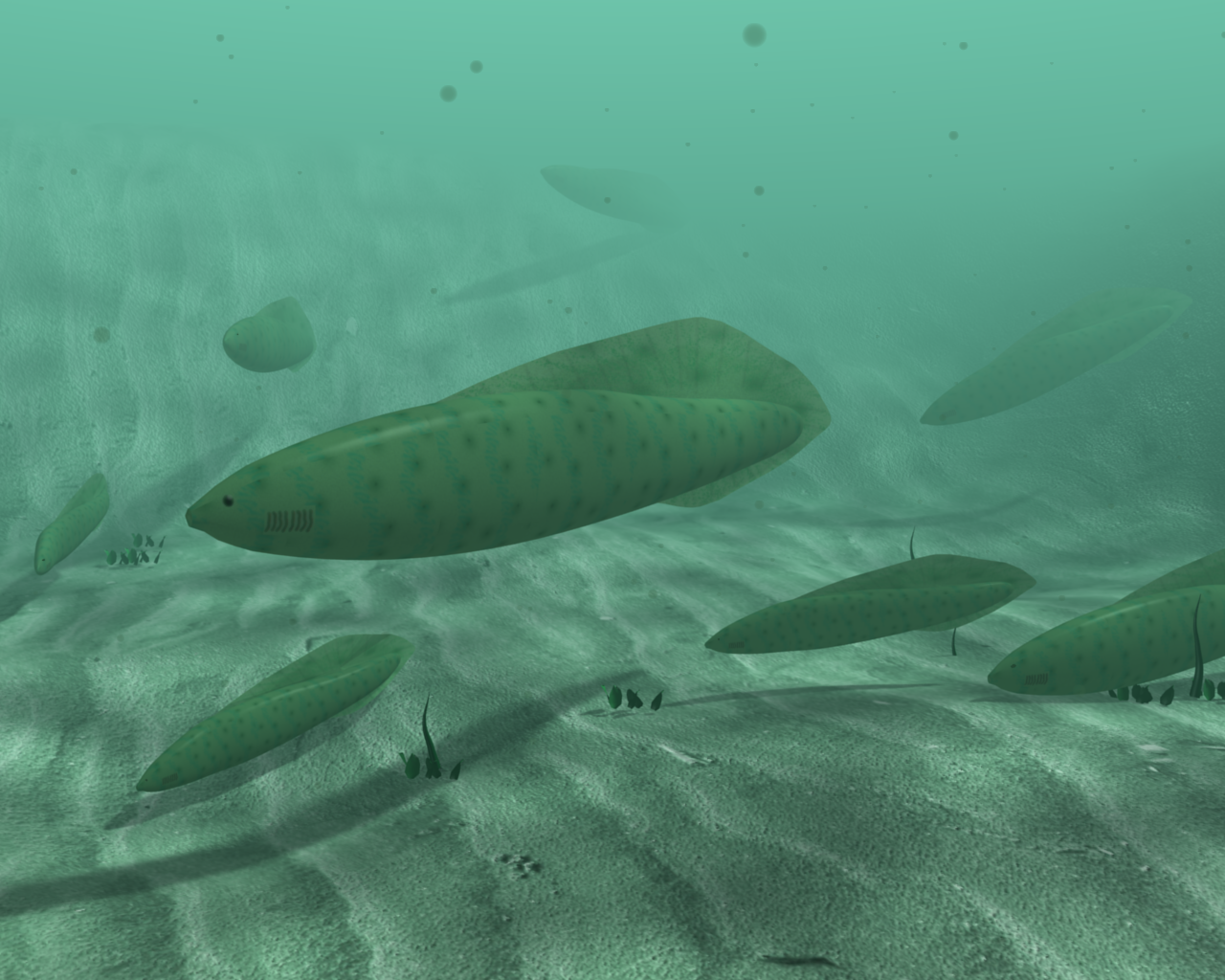
Haikouichthys, um peixe sem mandíbula, é popularizado como um dos primeiros peixes e provavelmente um basal cordado ou um basal craniado

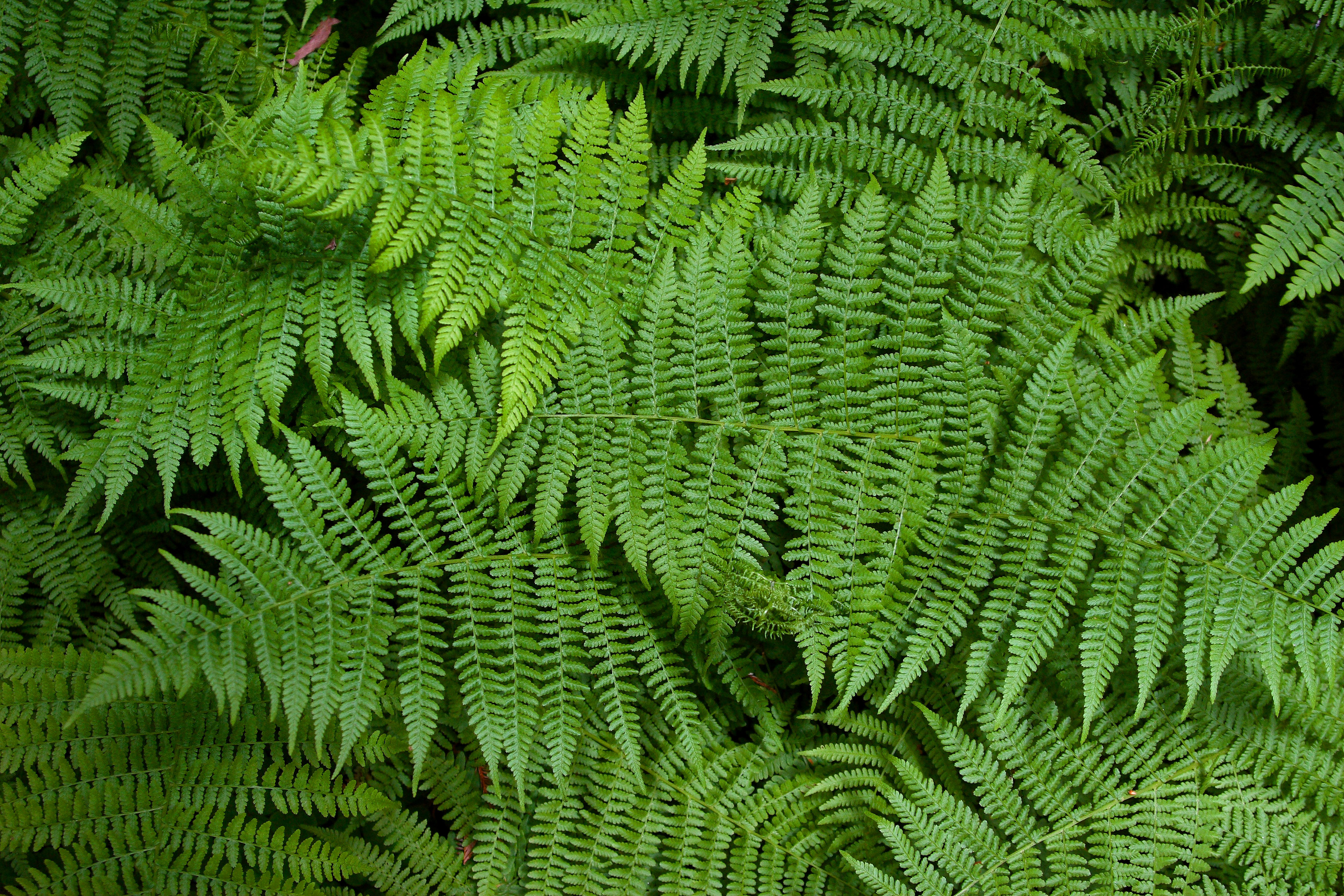
Samambaias aparecem pela primeira vez no registro fóssil há cerca de 360 milhões de anos, no final do período Devoniano

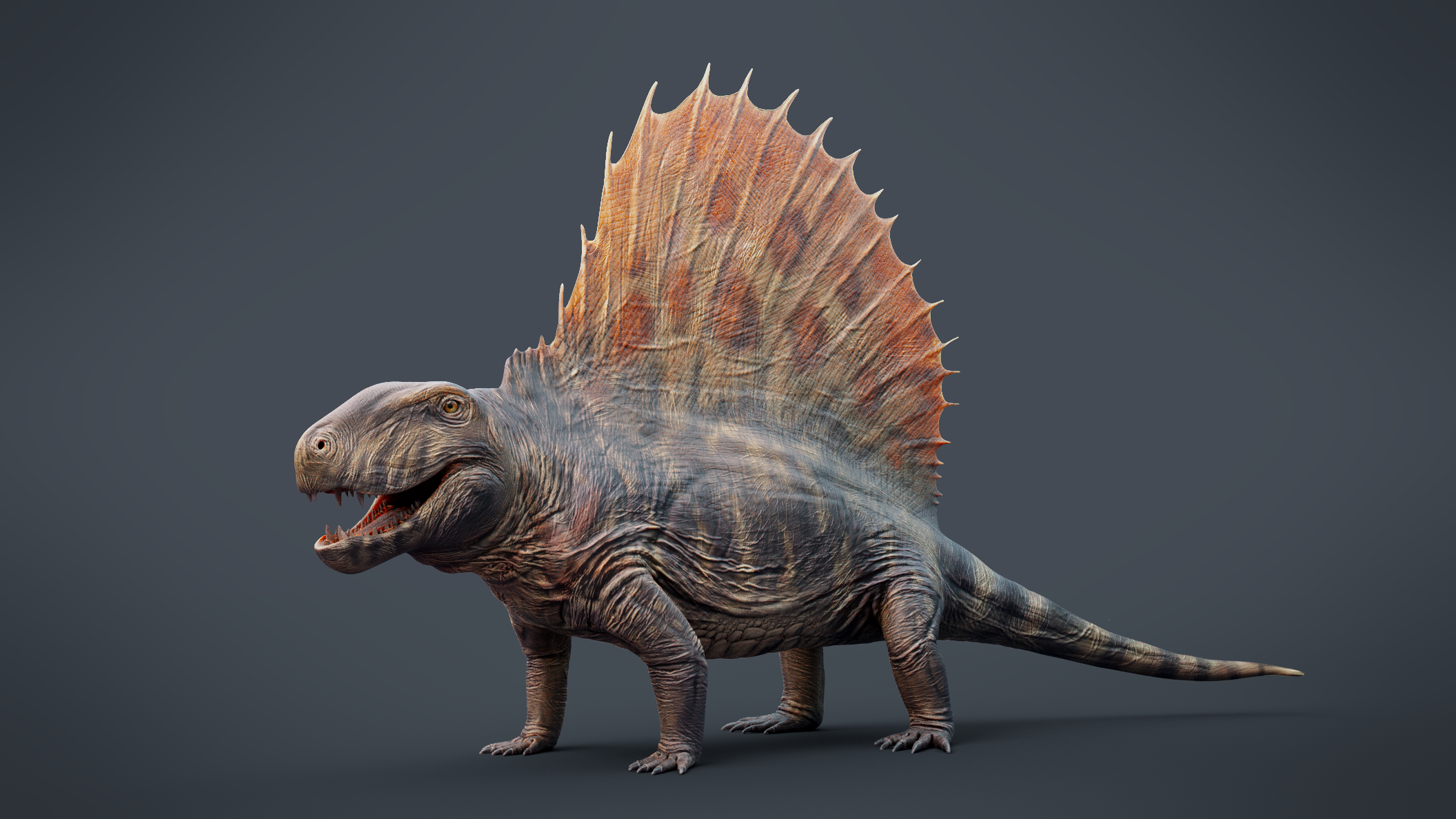
Sinapsidas como Dimetrodon foram os maiores vertebrados terrestres no período Permiano, 299 a 251 milhões de anos atrás

De 538.8 Ma – 251.9 Ma e contém os períodos Cambriano, Ordoviciano, Siluriano, Devoniano, Carbonífero e Permiano.
| Data           | Evento |
| -------------- | --- |
| 535 Ma         | Grande diversificação de seres vivos nos oceanos: artrópodes (por exemplo, trilobitas, crustáceos), cordados, equinodermos, moluscos, braquiópodes, foraminíferos e radiolários, etc. |
| 530 Ma         | Primeiras pegadas conhecidas em terra datam de 530 Ma. |
| 520 Ma         | Primeiros graptólitos. |
| 511 Ma         | Primeiros crustáceos. |
| 505 Ma         | Fossilização de Burgess Shale |
| 500 Ma         | Águas-vivas existem pelo menos desde então. |
| 485 Ma         | Primeiros vertebrados com ossos verdadeiros (peixes sem mandíbula). |
| 450 Ma         | Primeiro aparecem conodontes e equinóides. |
| 440 Ma         | Primeiros peixes ágnatos: Heterostraci, Galeaspida e Pituriaspida. |
| 420 Ma         | Primeiros peixes com nadadeiras raiadas, aracnídeos trigonotarbídeos e escorpiões terrestres. |
| 410 Ma         | Primeiros sinais de dentes em peixes. Primeiros Nautilida, licófitas e Trimerophytopsida. |
| 488–400 Ma     | Primeiros cefalópodes (nautilóides) e quitons. |
| 395 Ma         | Primeiros líquens, charales. Primeiros opiliões, ácaros, hexapodas (colêmbolos) e amonoides. As primeiras trilhas conhecidas em terra denominadas trilhas de Zachelmie que possivelmente estão relacionadas a ichthyostega. |
| 375 Ma         | Tiktaalik, um peixe com nadadeiras lobadas com algumas características anatômicas semelhantes aos primeiros tetrápodes. Foi sugerido que seja uma espécie de transição entre peixes e tetrápodes. |
| 365 Ma         | Acanthostega é um dos primeiros vertebrados capazes de andar. |
| 363 Ma         | No início do período Carbonífero, a Terra começa a se assemelhar ao seu estado atual. Os insetos vagavam pela terra e logo subiriam aos céus; tubarões nadaram nos oceanos como predadores de topo, e a vegetação cobriu a terra, com plantas com sementes e floresta florescendo em breve. Os tetrápodes de quatro membros gradualmente ganham adaptações que os ajudarão a ocupar um hábito de vida terrestre. |
| 360 Ma         | Primeiros caranguejos e samambaias. Flora terrestre dominada por samambaias com sementes. A floresta Xinhang cresce nessa época. |
| 350 Ma         | Primeiros grandes tubarões, peixes-ratos, e peixes-bruxas; primeiros coroas-tetrápodes (com cinco dedos e sem nadadeiras e escamas). |
| 350 Ma         | Diversificação dos anfíbios. |
| 325-335 Ma     | Primeiro Reptiliomorpha. |
| 330-320 Ma     | Primeiros amniotas vertebrados (Paleothyris). |
| 320 Ma         | Sinápsidas (precursores dos mamíferos) separados dos sauropsídeos (répteis) no final do Carbonífero. |
| 305 Ma         | O colapso da floresta tropical do Carbonífero ocorre, causando um pequeno evento de extinção, bem como abrindo caminho para que os amniotas se tornem dominantes sobre os anfíbios e as plantas com sementes sobre as samambaias e licófitas. Primeiros répteis diapsídios (e.g. Petrolacosaurus). |
| 280 Ma         | Primeiros besouros, plantas com sementes e coníferas diversificam-se, enquanto os lepidodendrais e cavalinhas diminuem. Anfíbios temnospondilis terrestres e pelicossauros (por exemplo, Dimetrodon) diversificam-se em espécies. |
| 275 Ma         | Sinapsídeos terapsídeos separados dos sinapsídeos pelicossauros. |
| 265 Ma         | Gorgonopsídeos aparecem no registro fóssil. |
| 251.9–251.4 Ma | O evento de extinção Permiano-Triássico elimina mais de 90-95% das espécies marinhas. Os organismos terrestres não foram tão gravemente afectados como a biota marinha. Esta “limpeza da lousa” pode ter levado a uma diversificação que se seguiu, mas a vida na terra levou 30 milhões de anos para se recuperar completamente.                                                                                |

#### Era Mesozoico

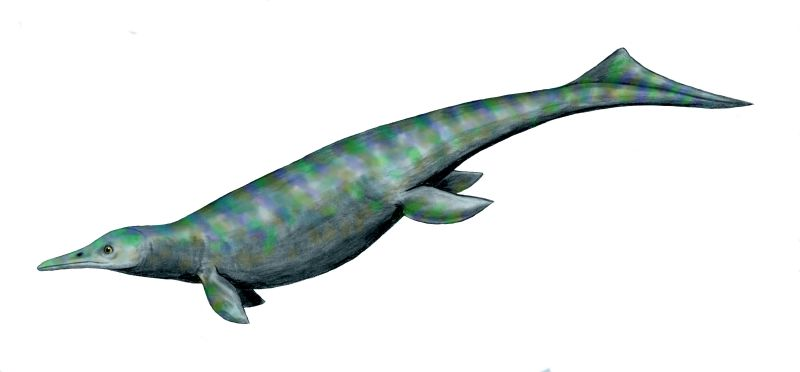
Utatsusaurus é um ictiossauro mais antigo conhecido

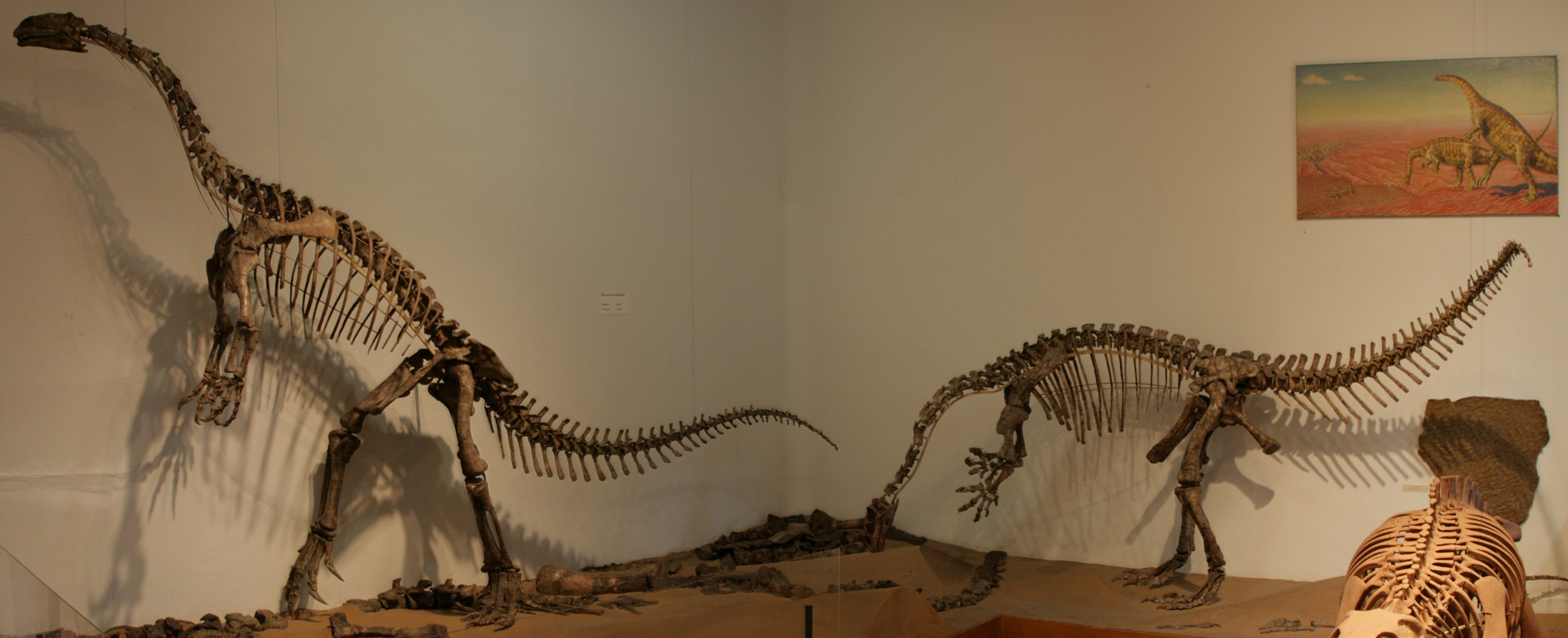
Plateosaurus engelhardti

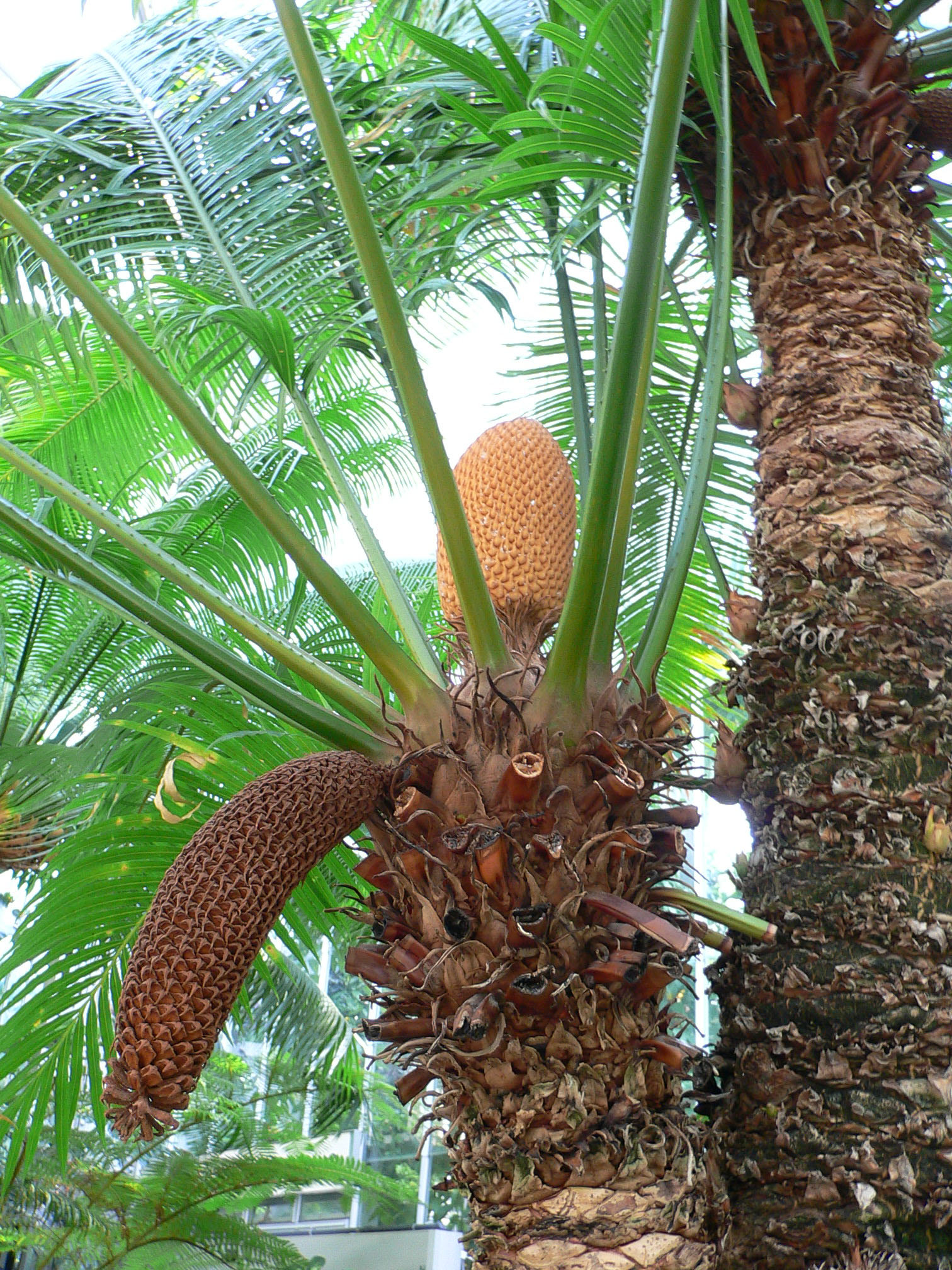
Cycas circinalis

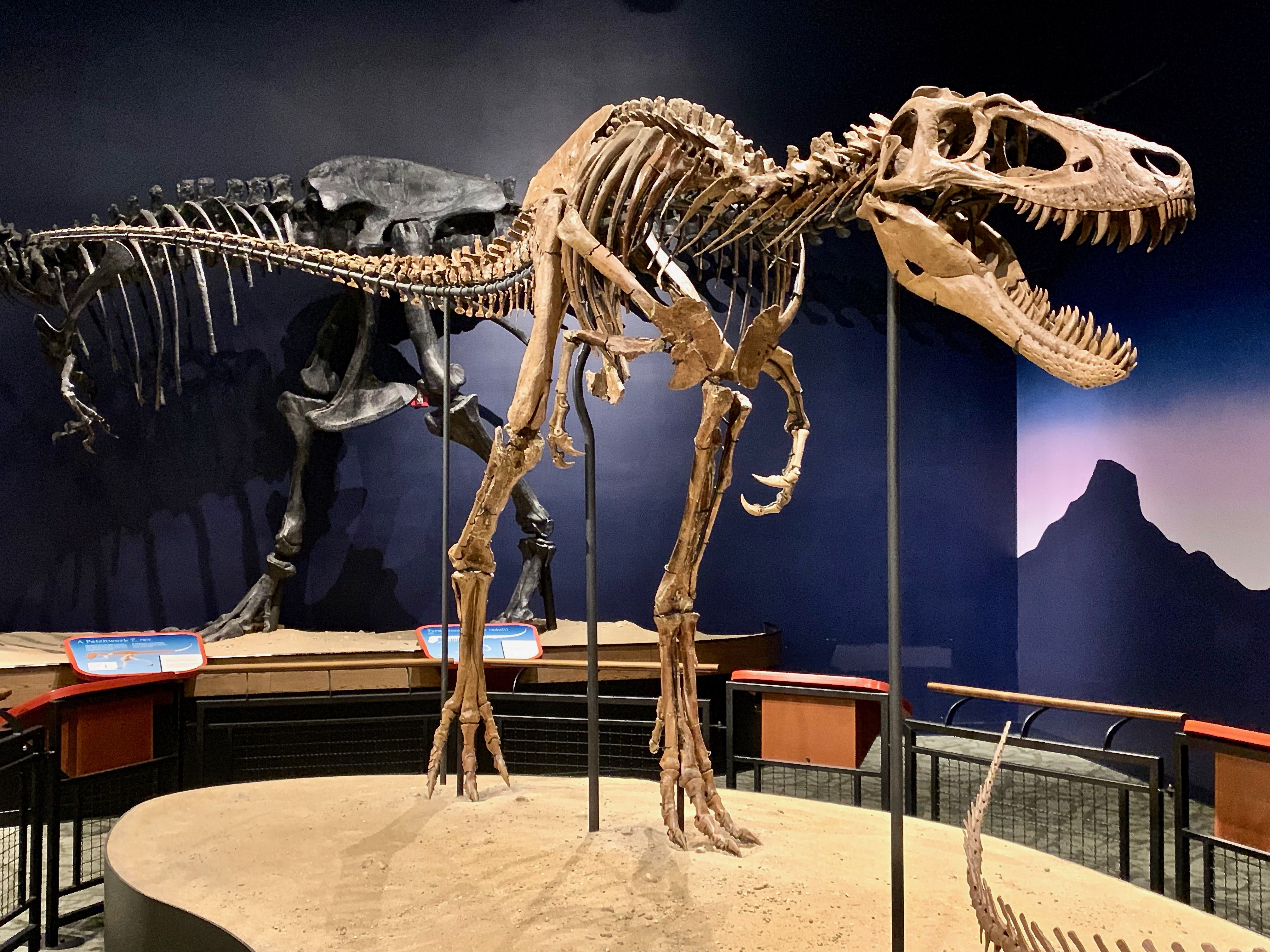
Por cerca de 150 milhões de anos, os dinossauros foram os animais terrestres dominantes na Terra

De 251.9 Ma – 66 Ma e contendo os períodos Triássico, Jurássico e Cretáceo.
| Data      | Evento |
| --------- | --- |
| 250 Ma    | Revolução marinha no mesozoico começa: predadores cada vez mais bem adaptados e diversos estressam grupos marinhos sésseis; o equilíbrio de poder nos oceanos muda dramaticamente à medida que alguns grupos de presas se adaptam de forma mais rápida e eficaz do que outros. |
| 250 Ma    | Triadobatrachus massinoti é o primeiro sapo conhecido. |
| 248 Ma    | Esturjão e peixe-espátula (Acipenseridae) aparecem pela primeira vez. |
| 245 Ma    | Primeiros Ictiossauros |
| 240 Ma    | Aumento na diversidade de eucinodontes e rincossauros |
| 225 Ma    | Primeiros dinossauros (protesaurídios), primeiros bivalves berbigões, diversidade em cicadales, benetitales, e coníferas. Primeiros peixes teleósteos. Primeiros mamíferos (Adelobasileus). |
| 220 Ma    | Florestas produtoras de sementes gimnospermas dominam a terra; os herbívoros atingem tamanhos enormes para acomodar as grandes entranhas necessárias para digerir as plantas pobres em nutrientes.[carece de fontes?] Primeiros dípteros e tartarugas (Odontochelys). Primeiros dinossauros coelofisoídeas. Primeiros mamíferos de cinodontes de pequeno porte, que fizeram a transição para um estilo de vida noturno, insetívoro e endotérmico. |
| 205 Ma    | Extinção em massa do Triássico/Jurássico. Ele elimina todos os pseudosuchias, exceto crocodilomorfos, que fizeram a transição para um habitat aquático, enquanto dinossauros assumiram o controle da terra e pterossauros encheram o ar. |
| 200 Ma    | Primeira evidência aceita de vírus infectando células eucarióticas (o grupo Geminiviridae). No entanto, os vírus ainda são pouco compreendidos e podem ter surgido antes da “vida” em si, ou podem ser um fenómeno mais recente. Grandes extinções em vertebrados terrestres e grandes anfíbios. Exemplos mais antigos de dinossauros blindados.                                                                                                  |
| 195 Ma    | Primeiros pterossauros com alimentação especializada (Dorygnathus). Primeiros dinossauros saurópodes. Diversificação em pequenos dinossauros ornitischias: heterodontossaurídeos, fabrossaurídeos, e scelidossauros. |
| 190 Ma    | Pliossauroídeas aparecem no registro fóssil. Primeiros lepidópteros (Archaeolepis), caranguejos-eremitas, estrelas-do-mar modernas, equinoides irregulares, bivalves corbulídeos e briozoários. Desenvolvimento extensivo de recife de esponja. |
| 176 Ma    | Primeiros dinossauros stegossauros. |
| 170 Ma    | Primeiros salamandras, tritões, criptoclidídeos, plesiosauros elasmossaurídeos e mamíferos cladotérios. Os dinossauros saurópodes se diversificam. |
| 168 Ma    | Primeiros lagartos. |
| 165 Ma    | Primeiros raios e bivalves glicimeridídeos. Primeiras lulas-vampiros-do-inferno. |
| 163 Ma    | Pterossauros pterodactiloídeas aparecem pela primeira vez. |
| 161 Ma    | Dinossauros ceratopsianos aparecem no registro fóssil (Yinlong) e o mais antigo mamífero eutério conhecido (Juramaia). |
| 160 Ma    | Mamíferos multituberculados (gênero Rugosodon) aparecem no leste da China. |
| 155 Ma    | Primeiros insetos sugadores de sangue (maruins), bivalves rudistas e briozoários cheilostomatos. Archaeopteryx, um possível ancestral das aves, aparece no registro fóssil, junto com os mamíferos triconodontes e simetrodontes. Diversidade em dinossauros estegossauros e terópodes. |
| 131 Ma    | Primeiros pinheiros. |
| 140 Ma    | Aranhas da família Araneidae aparecem. |
| 135 Ma    | Ascensão das angiospermas. Algumas dessas plantas com flores possuem estruturas que atraem insetos e outros animais para espalhar pólen; outras angiospermas são polinizadas pelo vento ou pela água. Esta inovação causa uma grande explosão de coevolução animal. Primeiras tartarugas de água doce pelomedusídeos. Mais antigo krill. |
| 120 Ma    | Fósseis mais antigos de estramenofilos, incluindo diatomáceas e silicoflagelados marinhos. |
| 115 Ma    | Primeiros mamíferos monotremados. |
| 114 Ma    | Primeiras abelhas. |
| 112 Ma    | Xiphactinus, um grande peixe predador, aparece no registro fóssil. |
| 110 Ma    | Primeiros hesperornitiformas, pássaros mergulhadores com dentes. Primeiros bivalves limopsídeos, verticordiídeos e tiasirídeos. |
| 100 Ma    | Primeiras formigas. |
| 100–95 Ma | Espinossauro, o maior dinossauro terópode, aparece no registro fóssil. |
| 95 Ma     | Primeiros crocodilianos evolve. |
| 90 Ma     | Extinção dos ictiossauros. Primeiras cobras e bivalves nuculanídeos. Grande diversificação em angiospermas: magnoliídeas, rosídeas, hamamelidídeos, monocotiledóneas e gengibres. Exemplos mais antigos de ixodidas. Origens prováveis de mamíferos placentários (a evidência fóssil indiscutível mais antiga é de 66 Ma). |
| 86–76 Ma  | Diversificação dos mamíferos térios. |
| 70 Ma     | Os mamíferos multituberculados aumentam em diversidade. Primeiros bivalves ioldiídeos. Primeiro possível ungulados (Protungulatum). |
| 68–66 Ma  | Tiranossauro, o maior predador terrestre do oeste da América do Norte, aparece no registro fóssil. Primeira espécie de tricerátopo. |

#### Era Cenozoica

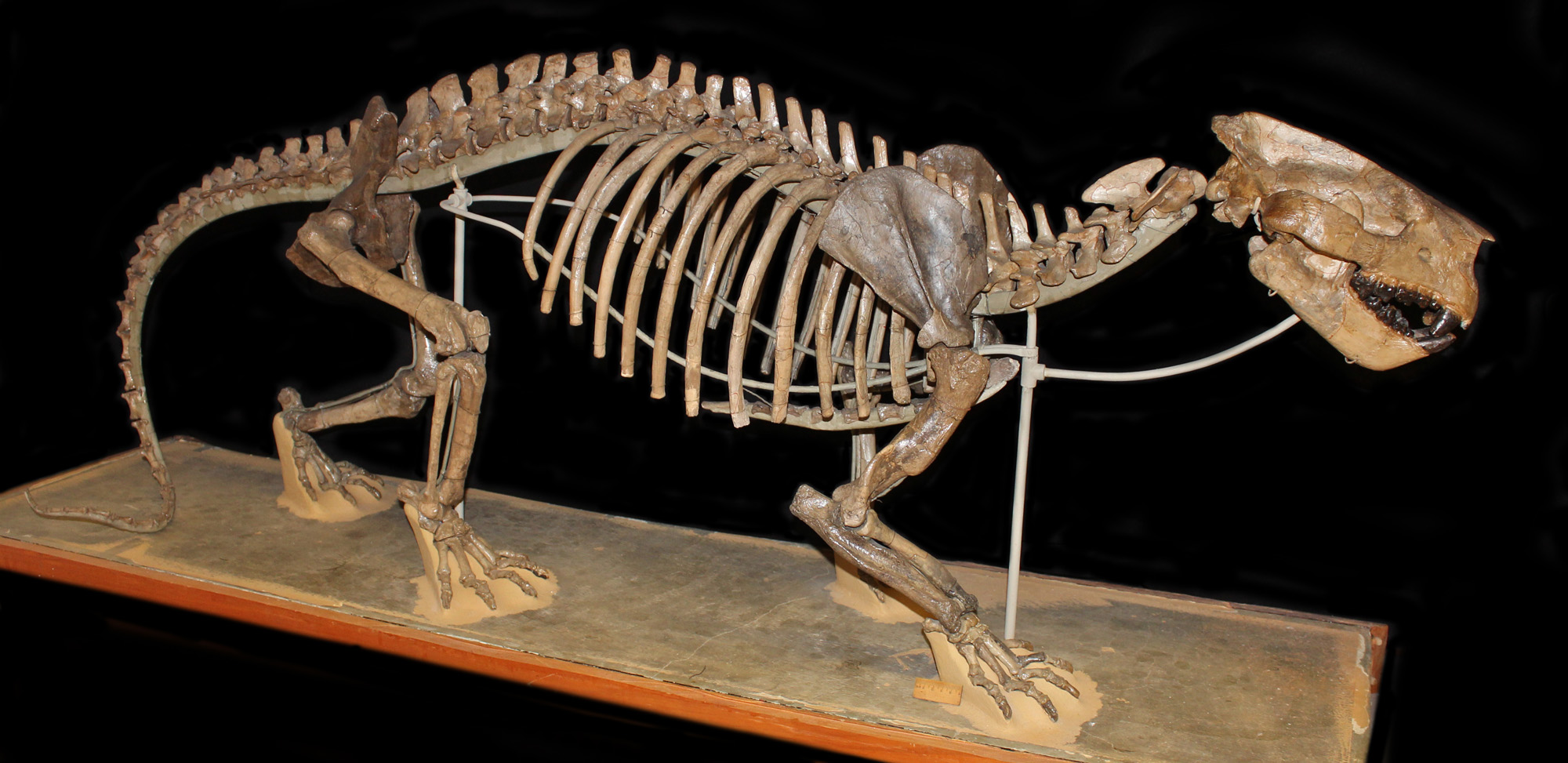
Monte de oxienídeo Patriofelis do Museu Americano de História Natural

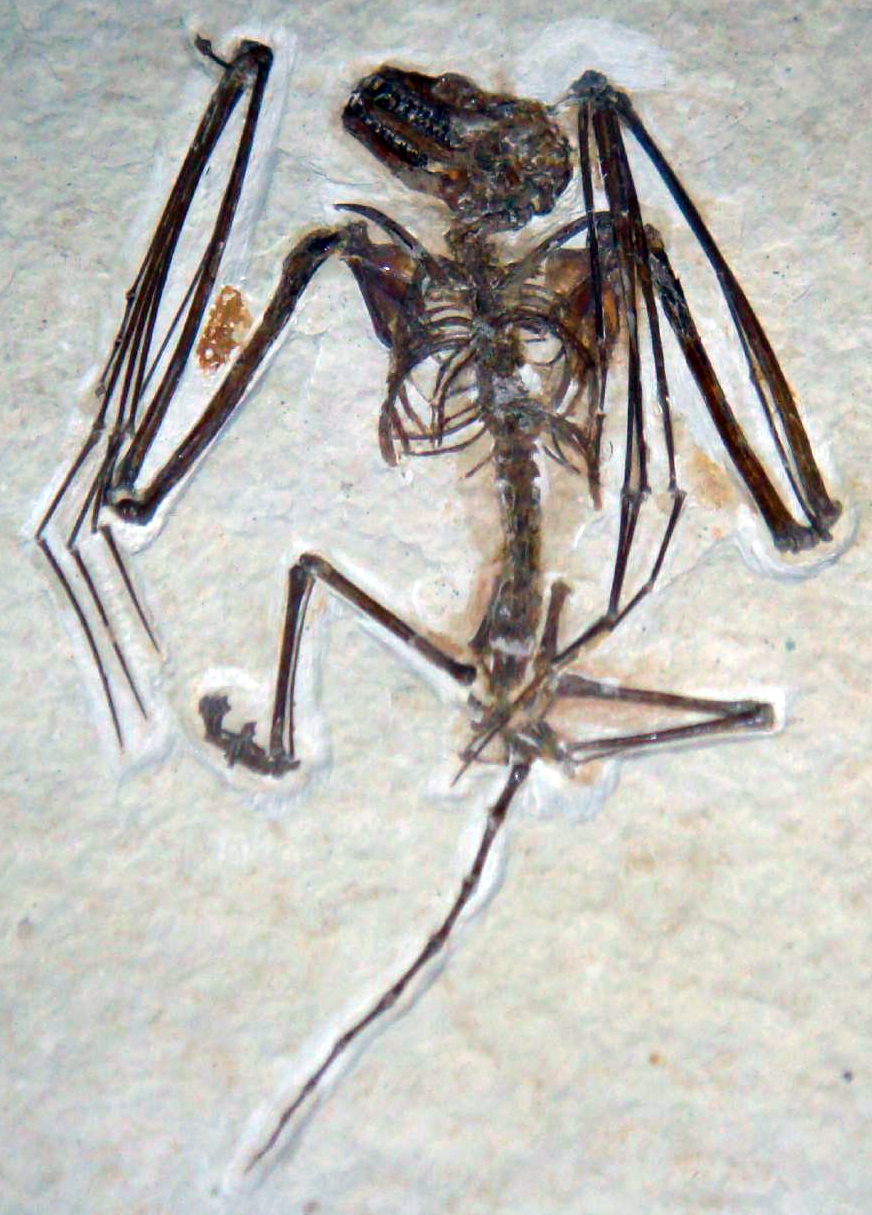
O morcego Icaronycteris apareceu 52.2 milhões de anos atrás

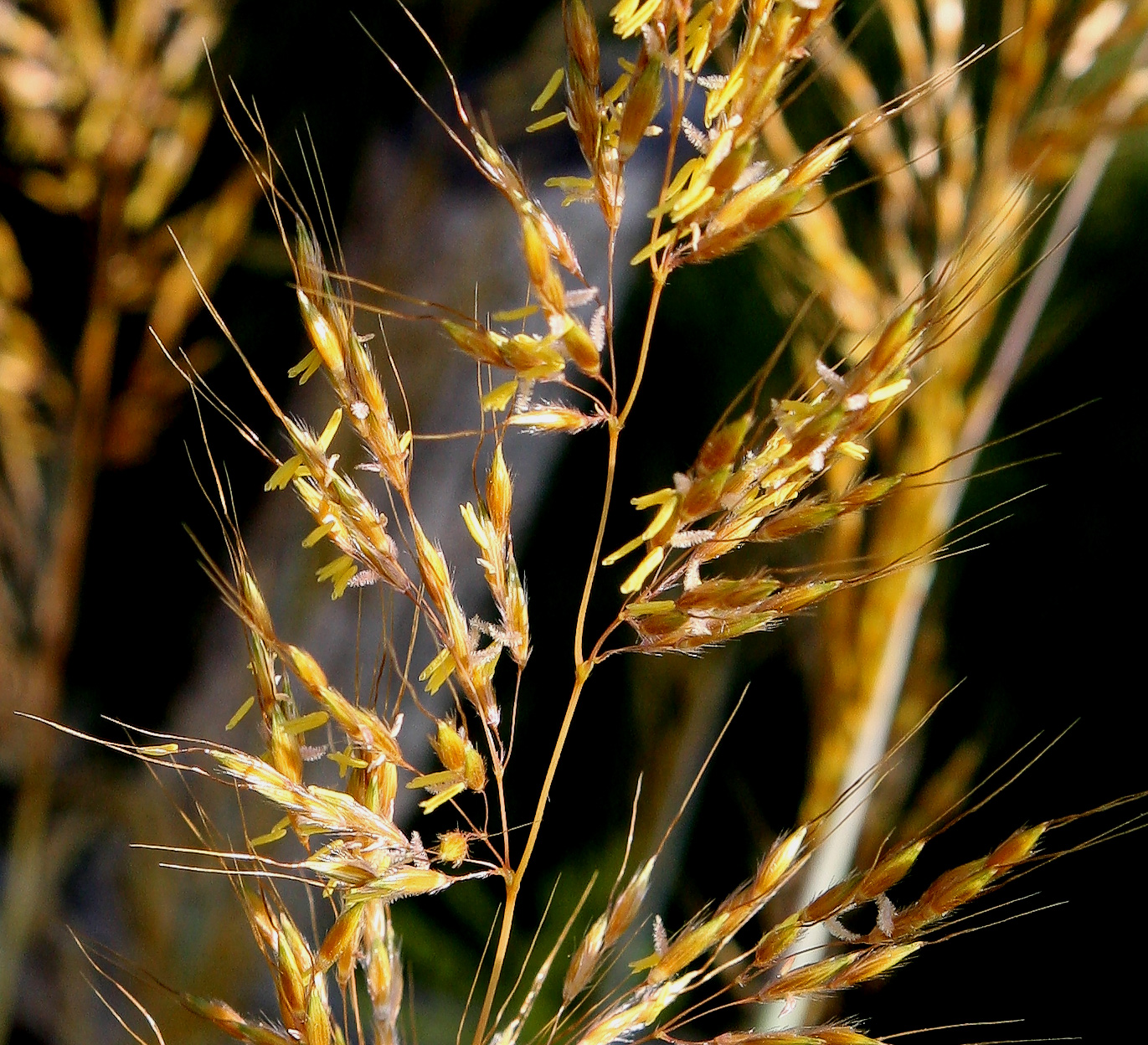
Flores de grama

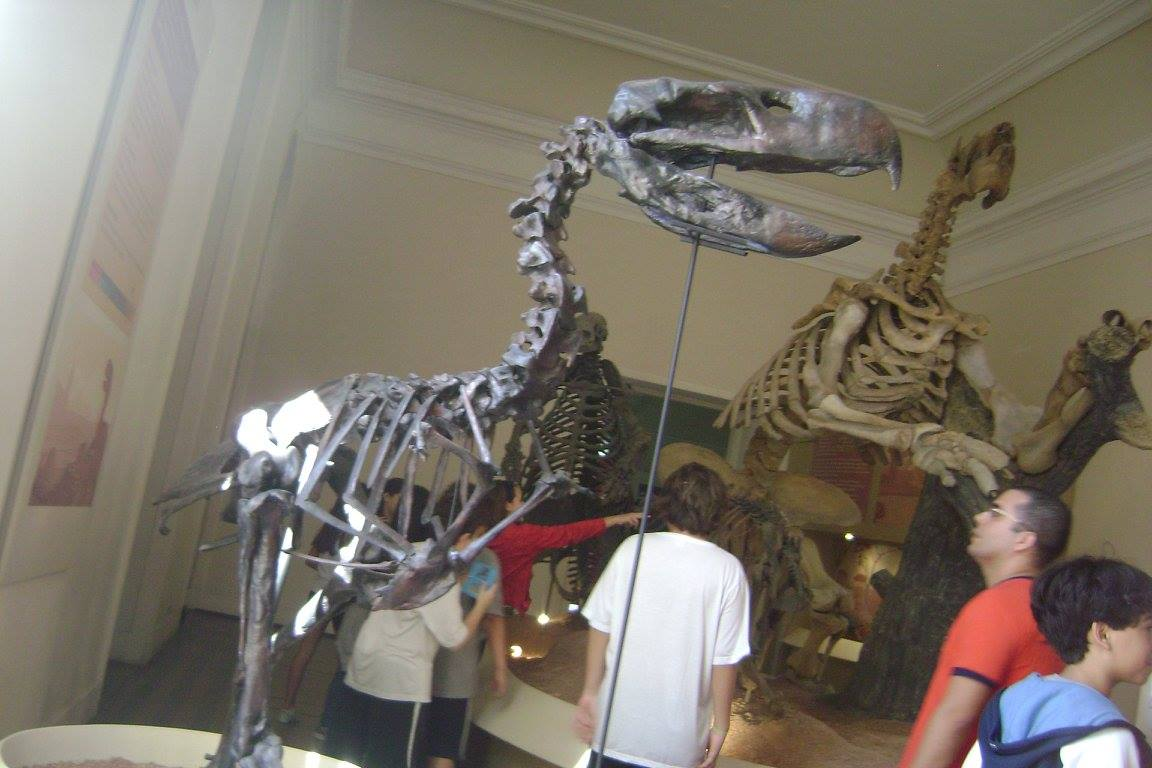
Esqueletos reconstruídos de ave não voadora ave de terror e preguiça-gigante no Museu Nacional, Rio de Janeiro

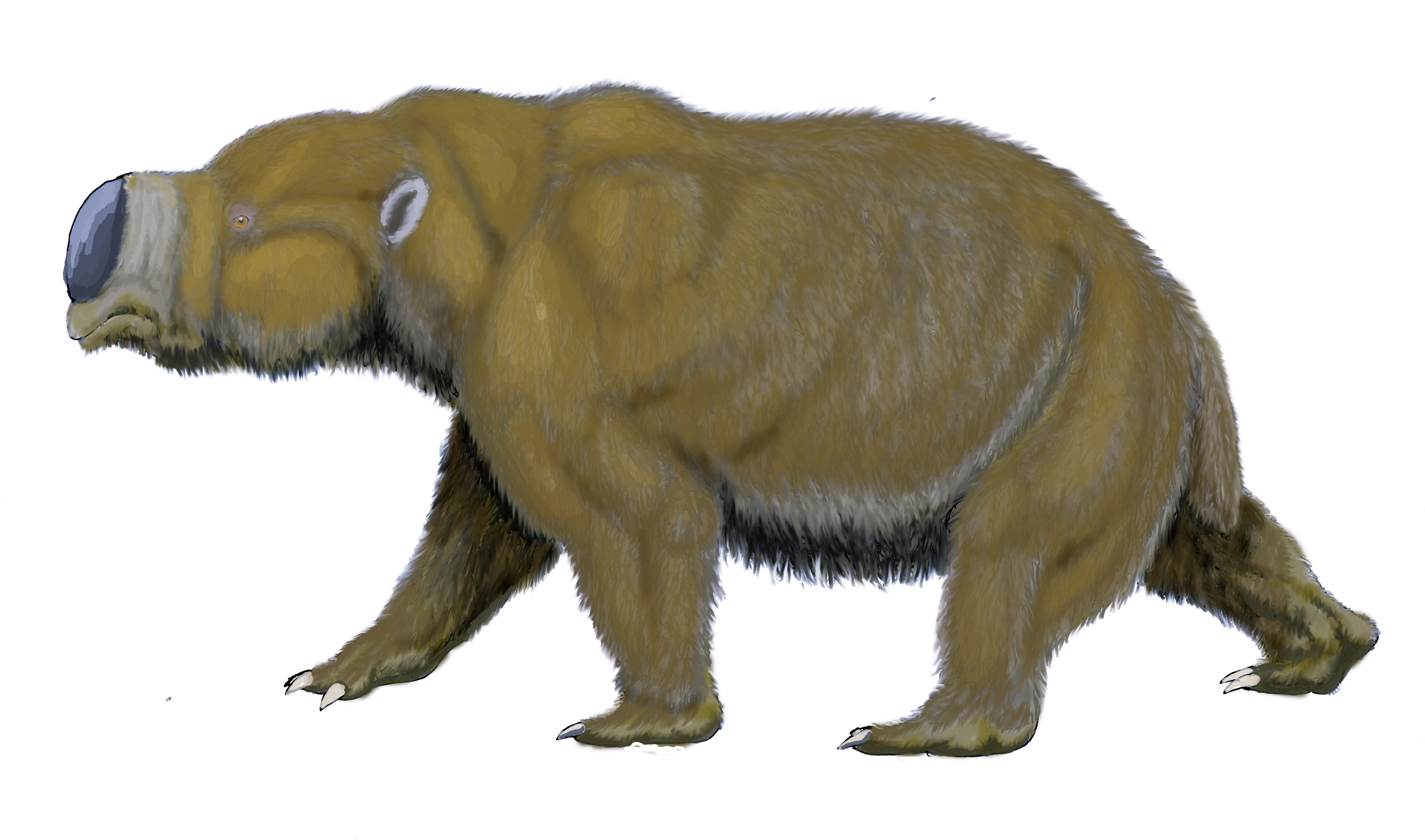
Diprotodon foram extintos há cerca de 40.000 anos atrás como parte do evento de extinção do Quaternário, juntamente com todas as outras criaturas australianas 100 kg

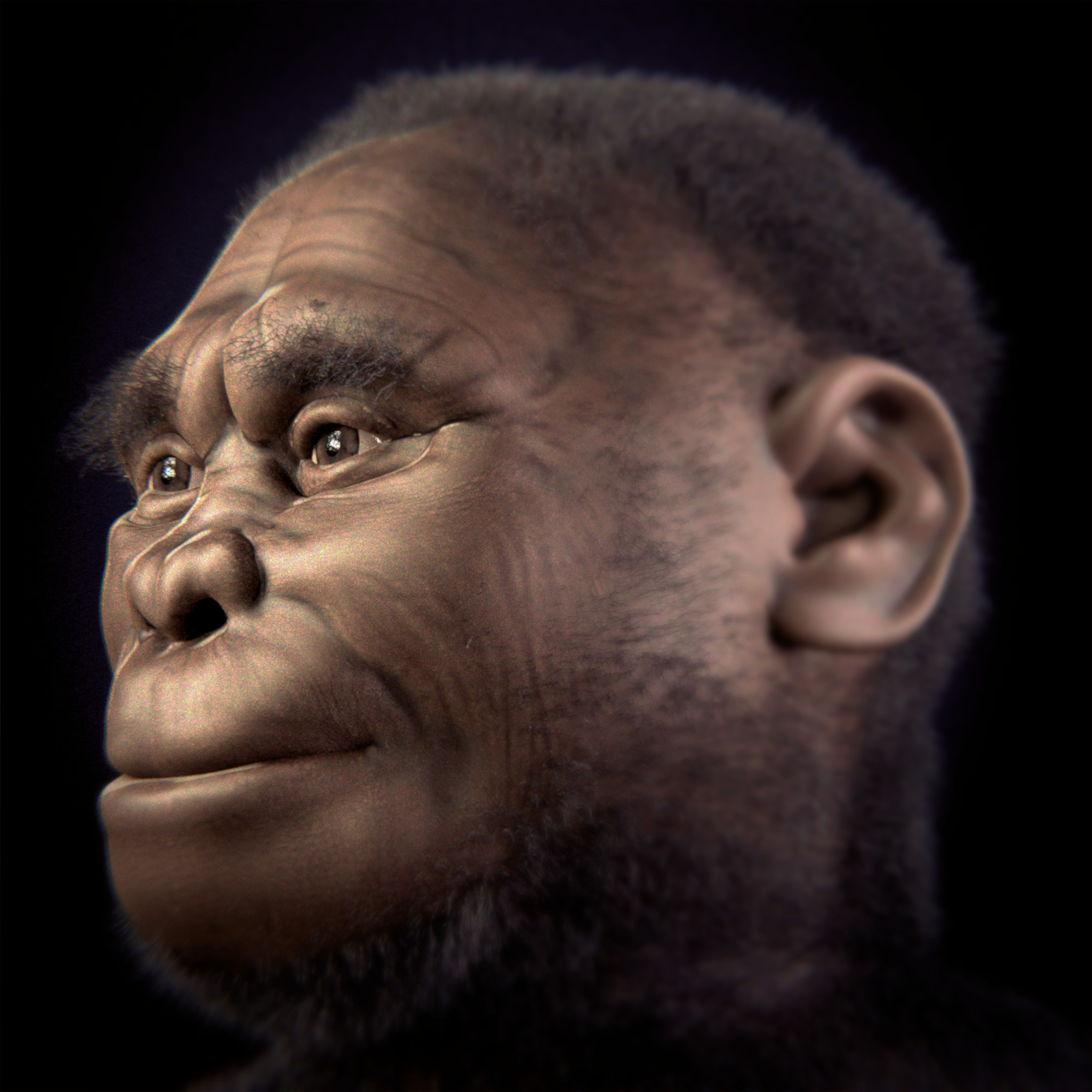
50,000 anos atrás, várias espécies humanas diferentes coexistiram na Terra, incluindo os humanos modernos e Homo floresiensis (pintura)

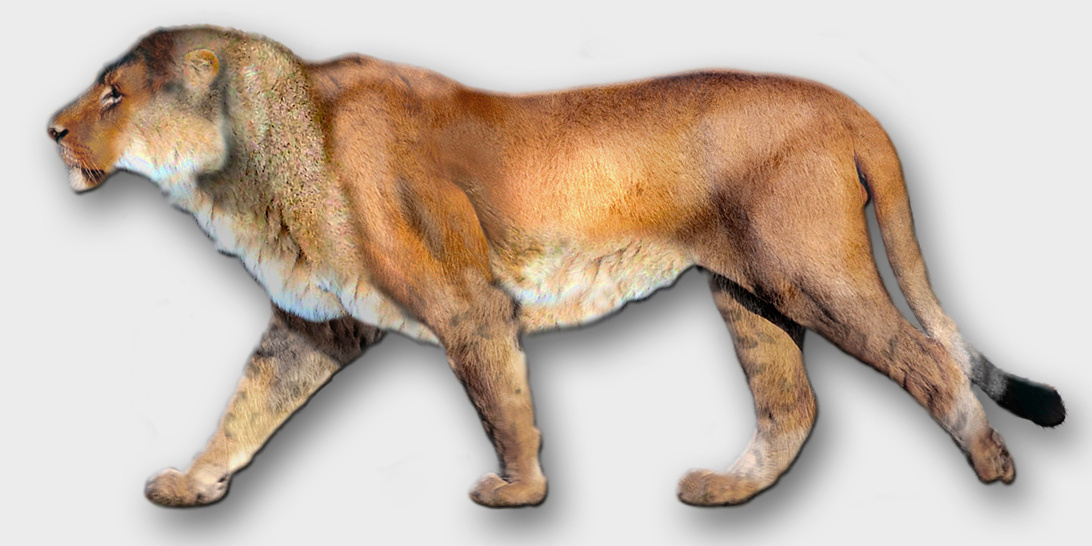
Os leões-americanos excederam os leões existentes em tamanho e se espalharam por grande parte da América do Norte até 11.000 AP

De 66 Ma – o presente e contendo os períodos Paleogeno, Neogeno e Quaternário.
| Data     | Evento |
| -------- | --- |
| 66 Ma    | O evento de extinção Cretáceo-Paleogeno erradica cerca de metade de todas as espécies animais, incluindo mosassauros, pterossauros, plesiossauros, amonitas, belemnitas, bivalves rudistas e inocerâmideos, a maioria dos foraminíferos planctônicos e todos os dinossauros, excluindo as aves. |
| 66 Ma-   | Domínio rápido de coníferas e ginkgos em altas latitudes, juntamente com mamíferos se tornando a espécie dominante. Primeiros bivalves psamobídeos. Primeiros roedores. Diversificação rápida em formigas. |
| 63 Ma    | Evolução dos creodontes, um importante grupo de mamíferos comedores de carne (carnívoros). |
| 62 Ma    | Evolução dos primeiros penguins. |
| 60 Ma    | Diversificação de grandes aves incapazes de voar. Primeiros primatas verdadeiros, junto com os primeiros bivalves semelídeos, mamíferos desdentados, carnívoros e insectivoras e corujas. Os ancestrais dos mamíferos carnívoros (miacídeos) estavam vivos.[carece de fontes?] |
| 59 Ma    | Primeiros peixes-vela aparecem. |
| 56 Ma    | Gastornis, uma grande ave incapaz de voar, aparece no registro fóssil. |
| 55 Ma    | Os grupos modernos de pássaros se diversificam (primeiros pássaros sonoros, psitaciformes, mobelhas, andorinhões, pica-paus), primeiras baleias (Himalayacetus), os primeiros lagomorfos, tatus, aparecimento de mamíferos sirênios, proboscideos no registro fóssil. As plantas com flores continuam a se diversificar. O ancestral (de acordo com a teoria) das espécies do gênero Carcharodon, o antigo tubarão-mako Isurus hastalis, está vivo. Os ungulados se dividem em artiodátilos e perissodáctilos, com alguns membros dos primeiros retornando ao mar. |
| 52 Ma    | Aparecem os primeiros morcegos (Onychonycteris). |
| 50 Ma    | Pico de diversidade de dinoflagelados e cocólitos, aumento na diversidade de bivalves anomalodesmatas e heteroconchas, brontotérios, antas, rinocerontes e camelos aparecem no registro fóssil, diversificação de primatas. |
| 40 Ma    | Aparecem borboletas e mariposas do tipo moderno. Extinção de Gastornis. Basilosaurus, uma das primeiras baleias gigantes, apareceu no registro fóssil. |
| 38 Ma    | Primeiros ursos. |
| 37 Ma    | Primeiros nimravídeos ("falsos tigres com dentes de sabre") carnívoros — essas espécies não têm relação com os felídeos do tipo moderno. Primeiros aligátores e ruminantes. |
| 35 Ma    | Gramíneas diversificam-se entre as monocotiledôneas angiospermas; pastagens começam a se expandir. Aumento ligeiro na diversidade de ostracodo e foraminíferos tolerantes ao frio, juntamente com grandes extinções de gastrópodes, répteis, anfíbios e mamíferos multituberculados. Muitos grupos de mamíferos modernos começam a aparecer: primeiros gliptodontes, preguiças terrestres, canídeos, taiaçuídeos e as primeiras águias e falcões. Diversidade em baleias dentados e baleia-de-barbatana.                                                           |
| 33 Ma    | Evolução dos marsupiais tilacinídeos (Badjcinus). |
| 30 Ma    | Primeiros cirrípedes e eucaliptos, extinção do embritópode e mamíferos brontotéreos, primeiros suídeos felídeos. |
| 28 Ma    | Paraceratherium aparece no registro fóssil, o maior mamífero terrestre que já existiu. Primeiros pelicanos. |
| 25 Ma    | Pelagornis sandersi aparece no registro fóssil, a maior ave voadora que já existiu. |
| 25 Ma    | Primeiros cervídeos. |
| 24 Ma    | Primeiros pinípedes. |
| 23 Ma    | Primeiros avestruzes, árvores representativas da maioria dos principais grupos de carvalhos já apareceram. |
| 20 Ma    | Primeiras girafas, hienas e tamanduás-bandeira, aumentam a diversidade de aves. |
| 17 Ma    | Primeiras aves do gênero Corvus (corvo). |
| 15 Ma    | O gênero Mammut aparece no registro fóssil, primeiro bovídeo e cangurus, diversidade na megafauna australiana. |
| 10 Ma    | Pastagens e savanas são estabelecidas, diversidade de insetos, especialmente formigas e cupins, cavalos aumentam no tamanho do corpo e desenvolvem dentes de coroa alta, grande diversificação em mamíferos de pastagens e cobras. |
| 9.5 Ma   | Grande Intercâmbio Americano, para onde várias faunas terrestres e de água doce migraram entre a América do Norte e a América do Sul. Tatus, gambás, beija-flores aves do terror, Preguiças terrestres, gliptodontes e Meridiungulados viajaram para a América do Norte, enquanto cavalos, antas, verdadeiros dente-de-sabre, onças, ursos, quatis, furões, lontras, gambáss e veados entraram na América do Sul. |
| 9 Ma     | Primeiros ornitorrincos. |
| 6.5 Ma   | Primeiros homininos (Sahelanthropus). |
| 6 Ma     | Australopitecíneos diversificam (Orrorin e Ardipithecus). |
| 5 Ma     | Primeiros preguiças arbóreas e hipopótamos, diversificação de herbívoros pastando como zebras e elefantes, grandes mamíferos carnívoros como leões e o gênero Canis, roedores escavadores, cangurus, pássaros e pequenos carnívoros, abutres aumentando em tamanho, diminuindo em número de mamíferos perissodáctilos. Extinção dos carnívoros nimravídeos. Primeiras focas-leopardos. |
| 4.8 Ma   | Mamutes aparecem no registro fóssil. |
| 4.5 Ma   | iguanas-marinhas divergem das iguanas terrestres. |
| 4 Ma     | Australopithecus evolui. Stupendemys aparece no registro fóssil como a maior tartaruga de água doce, os primeiros elefantes modernos, girafas, zebras, leões, rinocerontes e gazelas aparecem no registro fóssil |
| 3.6 Ma   | baleias-azuis atingem o tamanho moderno. |
| 3 Ma     | Primeiros espadartes. |
| 2.7 Ma   | Paranthropus evolui. |
| 2.5 Ma   | Primeiras espécies de Arctodus e Smilodon evoluem. |
| 2 Ma     | Primeiros membros do gênero Homo, Homo Habilis, aparecem no registro fóssil. Diversificação de coníferas em altas latitudes. O eventual ancestral do gado, auroque (Bos primigenus), evolui na Índia. |
| 1.7 Ma   | Australopitecíneos são extintos. |
| 1.2 Ma   | Evolução do Homo antecessor. O último membro do Paranthropus morrer. |
| 1 Ma     | Primeiros coiotes. |
| 810 ka   | Primeiros lobos-cinzentos |
| 600 ka   | Evolução do Homo heidelbergensis. |
| 400 ka   | Primeiros ursos-polares. |
| 350 ka   | Evolução dos homens de neandertal. |
| 300 ka   | Gigantopithecus, um parente gigante do orangotango da Ásia morre. |
| 250 ka   | Humanos anatomicamente modernos (Homo sapiens) aparecem na África. Por volta de 50 ka eles começam a colonizar os outros continentes, substituindo os neandertais na Europa e outros hominídeos na Ásia. |
| 70 ka    | Gargalo genético em humanos (Teoria da catástrofe de Toba). |
| 40 ka    | Os últimos lagartos monitores gigantes (Varanus priscus) morrem. |
| 35-25 ka | Extinção dos homens de neandertal. Domesticação dos cães. |
| 15 ka    | Último rinoceronte-lanudo (Coelodonta antiquitatis) acredita-se que tenham sido extintos. |
| 11 ka    | Os ursos-de-cara-curta (Arctodus) desaparecem da América do Norte, com as últimas preguiças gigantes morrendo. Todos equídeos foram extintos na América do Norte. Domesticação de vários ungulados. |
| 10 ka    | Início da época Holocena, após o último máximo glacial. As últimas espécies de mamute-lanoso (Mammuthus primigenus) do continente morrem, assim como a última espécie de tigre-dente-de-sabe (Smilodon). |
| 8 ka     | O último lêmure gigante morre. |